# 荷花柳
荷花柳（学名：Cynanchum riparium）为夹竹桃科鹅绒藤属的植物，为中国的特有植物。分布于中国大陆的河南等地，一般生长在河旁，目前尚未由人工引种栽培。